# Fußball in Südwestdeutschland
Südwestdeutschland (organisiert im Fußball-Regionalverband Südwest) ist die kleinste der fünf Regionen im organisierten deutschen Fußball. Der 1. FC Kaiserslautern ist mit 4 deutschen Meisterschaften und zwei DFB-Pokalsiegen der bisher erfolgreichste Fußballverein dieser Region.

## Struktur
Der heutige Südwestverband erstreckt sich über die Bundesländer Rheinland-Pfalz und Saarland und besteht aus den drei Landesverbänden Südwest (SWFV), Rheinland (FVR) und Saar (SFV).

### Südwestdeutscher Fußballverband
Der mitgliederstärkste und erfolgreichste Verband ist der Südwestdeutsche Fußballverband, der neben dem vierfachen Deutschen Meister 1. FC Kaiserslautern und dem 1. FSV Mainz 05 die Traditionsvereine Wormatia Worms, FK Pirmasens und Phönix Ludwigshafen (heute Teil des SV Südwest Ludwigshafen) stellt. Der SWFV erstreckt sich über Rheinhessen, die Pfalz und den südöstlichen Teil des Hunsrücks.

### Fußballverband Rheinland
Der Fußballverband Rheinland ist der geografisch größte Verband in Südwestdeutschland. Er besteht aus den Teilen des Bundeslandes Rheinland-Pfalz, die nicht Teil des SWFV sind. Die erfolgreichsten Vereine im Männerfußball des FVR sind TuS Koblenz und Eintracht Trier. Die erfolgreichste Frauenmannschaft stellt der SC 07 Bad Neuenahr.

### Saarländischer Fußballverband
Trotz der sehr geringen Fläche stellte der Saarländische Fußballverband, der geographisch mit dem Saarland identisch ist, in der Vergangenheit überproportional viele national erfolgreiche Klubs. Die großen saarländischen Vereine sind der FC 08 Homburg, SV Röchling Völklingen, der 1. FC Saarbrücken, die Borussia Neunkirchen sowie in neuerer Zeit auch die SV Elversberg. Saarbrücken und Elversberg spielen in der Saison 2017/18 viertklassig in der Regionalliga Südwest, genau wie Völklingen, welches in der Saison 2016/17 aus der Fünftklassigkeit aufstieg. Homburg stieg in der vergangenen Saison ab in die fünftklassige Oberliga Rheinland-Pfalz Saar, Neunkirchen stieg in der vergangenen Saison aus ebenjener in die Sechstklassigkeit ab.

## Anfänge
Der organisierte Fußballsport begann im Südwesten vergleichsweise spät. Der 1. FC Kaiserslautern, der auf Vereine aus den Jahren 1896 und 1899 zurückgeführt werden kann, aber erst deutlich später regional in Erscheinung trat, ist der älteste der großen Südwestvereine. Erst von 1903 bis 1907 sowie besonders im Jahr 1919 kam es zu einer Schwemme von Vereinsgründungen. 1907 nahm mit dem FC Pfalz Ludwigshafen von 1903 erstmals ein Südwestverein an der süddeutschen Endrunde teil. Im Vorjahr waren die Ludwigshafener bereits qualifiziert, verzichteten aber auf die Teilnahme. In den süddeutschen Endspielen setzten sich die Südwestvereine lange nicht durch. Erst 1916 erreichte der FC Pfalz das süddeutsche Finale (1:4 gegen den 1. FC Nürnberg).
Ein Meilenstein für den südwestdeutschen Fußball war die Einführung der Bezirksligen zur Saison 1919/20. Dennoch nahmen die Südwestvereine nie an der Endrunde um die deutsche Meisterschaft teil.

### Erfolgreiche Vereine
Neben dem FC Pfalz und den Kaiserslauterer Vereinen erlebten in den frühen 1920ern Wormatia Worms, der 1. Mainzer FSV 05 (je vier Bezirksliga-Meisterschaften) und Borussia Neunkirchen, später auch der FV Saarbrücken und der FK Pirmasens erste Blütezeiten.

## Gauliga
Bei der Einführung der Gauliga Mittelrhein zur Saison 1933/34 gehörten die heutigen Südwestvereine zwei verschiedenen Staffeln an. Die Vereine des heutigen FVR bildeten mit den Klubs aus dem Großraum Köln/Bonn und aus dem Nordwesten des heutigen SWFV das Gau 11 (Mittelrhein), während die restlichen Vereine mit dem Großraum Frankfurt und dem südlichen Teil des Landes Hessen das Gau 13 (Südwest) bildeten.
Zum 1. August 1941 wurde der Sportbereich 11 in die neuen Bereiche Köln/Aachen und Moselland aufgeteilt. In Letzterem spielten in der Westgruppe die Vereine aus Luxemburg und dem Raum Trier. Die Ostgruppe bestand aus den Vereinen aus dem Rheinland. Gleichzeitig wurden auch die Sportbereiche 12 (Hessen) und 13 aufgelöst und auf drei neue Sportbereiche aufgeteilt. Die rheinhessischen Vereine bildeten mit den hessischen Vertretern des alten Sportbereichs 13 in der Gauliga Hessen-Nassau, die pfälzischen Vereine bildeten die Gauliga Westmark, an der als einziger französischer Verein der FV Metz teilnahm.
Kriegsbedingt fand in der Saison 1944/45 weder im Moselland noch in der Westmark der Spielbetrieb statt. Lediglich in Hessen-Nassau wurde eine Pokalrunde mit neun Staffeln angesetzt, die teilweise ausgespielt werden konnte.

### Erfolgreiche Vereine
Der erfolgreichste Südwestverein zu Gauligazeiten war Wormatia Worms. Die Wormser nahmen 1936, 1937 und 1939 an der Endrunde zur Deutschen Meisterschaft teil, verpassten aber jeweils das Halbfinale. Als einziger Verein neben der Wormatia war Phönix Ludwigshafen (1935, Aus in der Gruppenphase) vor der Ligareform für die Endrunde qualifiziert.
Der FV Saarbrücken drang 1943 bis ins Endspiel vor, das er 0:3 gegen den Dresdner SC verlor. 1944 schieden die Saarbrücker – mittlerweile Teil einer Kriegsspielgemeinschaft – im Viertelfinale gegen den späteren Meisterschaftsdritten 1. FC Nürnberg aus.

## Nachkriegszeit
Nach dem Zweiten Weltkrieg kam der organisierte Fußball in der Französischen Besatzungszone erst spät in Gang. Erst im Januar 1946 wurde im Nordteil der Besatzungszone, aus dem sich später die drei heutigen Südwestverbände entwickelten, wieder gespielt. Die ersten Spitzenvereine der Liga, die zunächst Oberliga Saarpfalz, dann 1. Liga Südwest-Nord und ab 1950 Oberliga Südwest hieß, waren der 1. FC Kaiserslautern, der 1. FC Saarbrücken und TuS Neuendorf.
Die Vereine aus dem Saargebiet durften von 1947 bis 1951 nicht am deutschen Spielbetrieb teilnehmen. Während die meisten Saarvereine eine eigene Liga bildeten, trat der 1. FC Saarbrücken in der zweiten französischen Liga an, wo er prompt Meister wurde, aber nicht aufsteigen durfte. Daraufhin verabschiedete sich der FCS aus dem Ligabetrieb und trug bis zur Rückkehr der Saarklubs in die Oberliga zur Saison 1951/52 nur Freundschaftsspiele aus.
siehe auch: Fußball-Oberliga Südwest

### Erfolgreiche Vereine
Einen deutschlandweiten Rekord stellte der 1. FC Kaiserslautern auf, der in 498 Oberligaspielen 784 Punkte erreichte – mehr als jeder andere Oberligist. Bei seinen elf Endrundenteilnahmen zwischen 1948 und 1963 wurde der FCK mit seinen fünf Weltmeistern zweimal Deutscher Meister und dreimal Vizemeister.
Immerhin Vizemeister wurde der 1. FC Saarbrücken 1952 bei der ersten seiner drei Endrundenteilnahmen.
Borussia Neunkirchen und TuS Neuendorf spielten ebenfalls drei Mal um den deutschen Meistertitel, blieben aber ebenso erfolglos wie der FK Pirmasens (vier Teilnahmen) und Wormatia Worms (zwei Teilnahmen).

## Der Südwesten in den Bundesligen

### Bundesliga
In der Bundesliga wurde der Südwesten bislang fast ausschließlich vom 1. FC Kaiserslautern repräsentiert, der allerdings selten zur Spitzengruppe gehörte. Die beiden Meisterschaften 1991 (als Vorjahres-Zwölfter) und 1998 (als Aufsteiger) kamen überraschend und konnten in den unmittelbar folgenden Jahren nicht untermauert werden. Immerhin waren die Pfälzer von der Saison 1996/97 abgesehen bis zum Abstieg 2006 in jeder Bundesliga-Saison am Start.
Nur sporadisch trat der 1. FC Saarbrücken, der lange Zeit als zweite Kraft im Südwestfußball galt, in der Bundesliga auf. Die Saarländer beendeten nur eins ihrer insgesamt fünf Bundesliga-Jahre nicht als Absteiger.
Die beiden anderen großen Saar-Vereine, Borussia Neunkirchen (in den ersten Jahren der Liga) und FC 08 Homburg (in den späten 80ern), schafften jeweils drei Bundesliga-Jahre. Der 1. FSV Mainz 05, der 2004 als zweiter Verein aus Rheinland-Pfalz in die Liga aufstieg, spielte bis 2007 drei Jahre lang in der Bundesliga. 2009 schaffte er den erneuten Aufstieg.

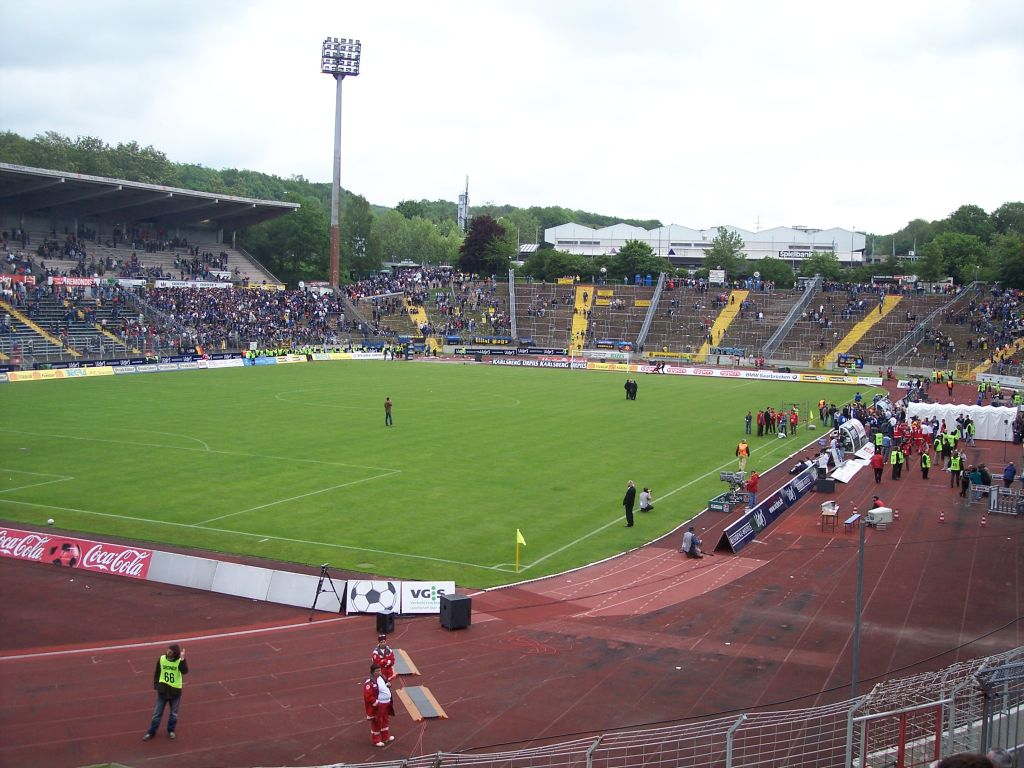
Der Saarbrücker Ludwigspark vor einem Zweitligaspiel

### 2. Bundesliga
In der 1974 neu gegründeten und seit 1981 eingleisigen 2. Bundesliga war der Südwesten mit mehreren Dauerbrennern vertreten. Der 1. FC Saarbrücken bestritt 19 Zweitliga-Saisons. Insgesamt 17 Jahre spielte der 1. FSV Mainz 05 in der 2. Bundesliga, 15 Jahre der FC 08 Homburg.
Ebenfalls vertreten waren Eintracht Trier, die fünf Jahre lang in der 2. Bundesliga Süd und ab 2002 drei Jahre lang in der eingleisigen 2. Bundesliga spielte, Wormatia Worms (sechs Jahre zwischen 1974 und 1982), SV Röchling Völklingen und FK Pirmasens (jeweils vier Jahre in den 1970ern), Borussia Neunkirchen (in drei Versuchen drei Mal abgestiegen) sowie jeweils ein Jahr lang Eintracht Bad Kreuznach (1975/76), FSV Salmrohr (1986/87) sowie als Gast aus der Bundesliga der 1. FC Kaiserslautern (1996/97, 2006 erneut abgestiegen). Erstmals in der Vereinsgeschichte stieg 2006 die TuS Koblenz in die 2. Bundesliga auf, in der sie bis zur Saison 2009/10 gespielt hat.

### Unterbau

#### Regionalliga
Als Unterbau der Bundesliga wurde 1963 die Regionalliga Südwest eingeführt, die weitestgehend mit der vorausgegangenen Oberliga identisch war. Bis zu ihrer Auflösung zur Saison 1974/75 stellte die Regionalliga Südwest jährlich zwei Teilnehmer an der Aufstiegsrunde zur Bundesliga. Die geringe sportliche Stärke der Liga im Vergleich mit den anderen vier Regionalligen lässt sich daran ablesen, dass bis auf Borussia Neunkirchen (1964 und 1967 erfolgreich) keinem Südwestverein der Aufstieg in die Bundesliga gelang.

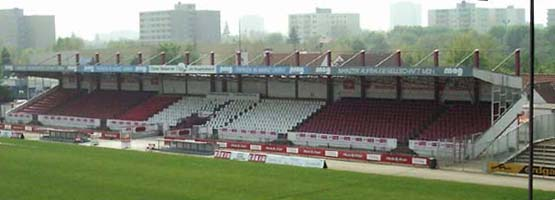
Der alte Mainzer Bruchweg

Neben der Borussia, die aufgrund ihrer Erstligazugehörigkeit insgesamt drei Jahre lang nicht dabei sein konnte, und dem Bundesliga-Gründungsmitglied 1. FC Saarbrücken, der nach einem Jahr in die Regionalliga abstieg, spielten der FK Pirmasens, der 1. FSV Mainz 05, TuS Neuendorf (heutzutage TuS Koblenz), Wormatia Worms und der SV Röchling Völklingen in den elf Regionalliga-Jahren nie unterhalb dieser Liga. Für Aufsehen sorgte der 1965 in die Regionalliga aufgestiegene SV Alsenborn, der 1968, 1969 und 1970 Südwestmeister wurde und 1974 aus eher fadenscheinigen Gründen nicht in die neu gegründete 2. Bundesliga übernommen wurde.
siehe auch Hauptartikel Regionalliga Südwest (Fußball)

#### Amateur-Oberliga
Die mit der Gründung der 2. Bundesliga einhergehende ersatzlose Streichung der Regionalligen erzeugte unterhalb der beiden Profiligen eine große Lücke: Unmittelbarer Unterbau der 2. Bundesliga waren die heute noch als (sechstklassige) Verbandsliga existierenden Amateurligen – im Südwesten jeweils eine in jedem Teilverband. Entsprechend schwierig war es für die Aufsteiger – Eintracht Bad Kreuznach 1975, Eintracht Trier 1976, Wormatia Worms 1977 und Borussia Neunkirchen 1978 – die sich auf dem Weg in die Aufstiegsrunde, an der die drei Amateurligameister teilnahmen, teils mit vollkommen unterlegenen Dorfklubs konfrontiert sahen, sich in der 2. Bundesliga durchzusetzen.
Erst 1978 erfolgte die überfällige Ligareform, bei der im Südwesten ebenso wie bereits 1974 in Norddeutschland und später in Baden-Württemberg und den Nordrhein-Verbänden eine verbandsübergreifende Amateur-Oberliga eingeführt wurde, an der die besten Vereine aus den Vorjahres-Amateurligen teilnahmen. Die Amateurligen existierten fortan unter dem Namen Verbandsliga viertklassig weiter. Erstmals in der Geschichte des südwestdeutschen Fußballs gab es jetzt Direktaufsteiger in den Profifußball, die nicht durch eine Aufstiegsrunde mussten. Bereits 1981 endete durch die eingleisige 2. Bundesliga der Direktaufstieg des Südwestmeisters. In Aufstiegsrunden trafen die Aufstiegsaspiranten der Amateur-Oberliga Südwest auf die Vertreter aus Baden-Württemberg, Bayern und Hessen.
Nach der Einführung der Regionalliga ging die Amateur-Oberliga nahtlos in die bis heute bestehende, mittlerweile fünftklassige Oberliga Südwest über.

## Untere Spielklassen
Die Spielklassen unterhalb der Oberliga Südwest fallen unter die Zuständigkeit der drei südwestdeutschen Landesverbände, sind also nicht einheitlich.

### SWFV
Der Südwestverband hat die meisten Spielklassen des Südwestens:
- die sechstklassige Verbandsliga
- zwei siebtklassige Landesligen (West und Ost)
- vier achtklassige Bezirksligen (Nahe, Rheinhessen, Vorderpfalz und Westpfalz)
- zehn neuntklassige Bezirksklassen

Darunter kommen in Zuständigkeit der Kreisverbände:
- 20 zehntklassige Kreisligen
- 66 elft- bis fünfzehntklassige Ligen

### SFV
Der Saarlandverband kommt mit acht eigenen Klassen aus:
- die sechstklassige Saarlandliga
- die siebtklassige Verbandsliga Saar
- zwei achtklassige Landesligen (Nordost und Südwest)
- vier neuntklassige Bezirksligen (Nord, Ost, Süd und West)

Darunter kommen in Zuständigkeit der Kreisverbände:
- 30 zehnt- bis dreizehntklassige Ligen

### FVR
Die wenigsten eigenen Spielklassen hat der Rheinlandverband:
- die sechstklassige Rheinlandliga
- drei siebtklassige Bezirksligen (Ost, Mitte und West)

Darunter kommen in Zuständigkeit der Kreisverbände:
- 75 acht- bis elftklassige Kreisligen

## Pokalwettbewerbe
Die drei Südwestverbände tragen jeweils einen Pokalwettbewerb aus, dessen Sieger im Folgejahr für die erste Hauptrunde des DFB-Pokals qualifiziert ist.

### SWFV
Am SWFV-Verbandspokal nehmen alle Regional- bis Landesligisten sowie die Viertelfinalisten der Bezirkswettbewerbe teil. Erfolgreichster Verein der letzten Jahre ist hier der 1. FSV Mainz 05, dessen Zweite Mannschaft zuletzt fünfmal in Folge Südwestpokalsieger wurde, ehe sie 2006 das Endspiel gegen den FK Pirmasens verlor.
Im DFB-Pokal sind die SWFV-Pokalsieger eher erfolglos. In der Saison 1989/90 schlug der damalige Oberligist 1. FSV Mainz 05 den Zweitligisten Alemannia Aachen 2:0. Die Mainzer waren allerdings nicht als SWFV-Pokalsieger, sondern als Zweitliga-Absteiger qualifiziert. Der für lange Zeit letzte Südwestpokalsieger, der eine klassenhöhere Mannschaft aus dem Wettbewerb warf, waren ebenfalls die Mainzer: 1986 durch ein 1:0 gegen den FC Schalke 04. Erst 20 Jahre später gelang dies mit dem FK Pirmasens wieder einem Südwestpokalsieger (5:3 n. E. gegen Werder Bremen). In der zweiten Runde scheiterte „die Klub“ dann allerdings am Zweitligisten SpVgg Unterhaching. 2012 schaltete Wormatia Worms den Zweitligisten Hertha BSC aus (2:1), in der zweiten Runde gaben sich die Wormser dann dem Zweitligisten 1. FC Köln erst im Elfmeterschießen geschlagen.

### SFV
Im Saarland dürfen alle Vereine unterhalb der 2. Bundesliga teilnehmen, die im Verband gemeldet sind und teilnehmen wollen. Die Sieger der letzten sechs Jahre sind der FC 08 Homburg (zwei Mal), der 1. FC Saarbrücken (je einmal mit der ersten und der zweiten Mannschaft), Borussia Neunkirchen und der FC Kutzhof.
Die Saarpokalsieger waren im DFB-Pokal zuletzt immer ohne Chance. Nachdem der FC 08 Homburg 1995/96 noch im Viertelfinale stand, schafften sie es seit dem 1:0-Sieg des 1. FC Saarbrücken über den SC Freiburg in der Saison 1997/98 nicht mehr in die zweite Hauptrunde. Immerhin: Borussia Neunkirchen durfte sich 2003 über ein Heimspiel gegen den FC Bayern München und ein erstmals seit Jahrzehnten ausverkauftes Ellenfeldstadion freuen.

### FVR
Im Rheinland nehmen alle Regional- bis Landesligisten sowie die Sieger der Kreispokale teil. Die letzten fünf Rheinland-Pokalsieger sind (in umgekehrt chronologischer Reihenfolge) TuS Koblenz, TuS Mayen, SpVgg EGC Wirges, FSV Salmrohr und Eintracht Trier.
Der letzte Rheinlandpokalsieger, der im DFB-Pokal die zweite Hauptrunde erreichte, ist Eintracht Trier. Die Trierer setzten sich in der Saison 1999/00 gegen den Karlsruher SC (5:4 n. E.) und den TSV 1860 München (2:1) durch, ehe sie im Achtelfinale an Hansa Rostock (0:4) scheiterten. Zwei Jahre zuvor hatte Trier durch Siege gegen die SpVgg Unterhaching (2:1), den FC Schalke 04 (1:0), Borussia Dortmund (2:1) und den SV Waldhof Mannheim (1:0) sogar den Einzug ins Halbfinale geschafft. Dort waren gegen den MSV Duisburg 22 Elfmeter nötig, um den Sieger zu ermitteln. In der Saison 1998/99 hatten die Eisbachtaler Sportfreunde durch ein 1:0 n. V. gegen den FC Gütersloh die zweite Runde erreicht, in der sie Rot-Weiß Oberhausen 1:4 unterlagen.

## Frauenfußball
Insgesamt drei Vereine aus Südwestdeutschland konnten bisher die deutsche Meisterschaft erringen. Als 1974 erstmals ein Deutscher Meister ermittelt wurde, schlug der TuS Wörrstadt im Finale die DJK Eintracht Erle mit 4:0 Toren. Vier Jahre später war der SC 07 Bad Neuenahr erfolgreich, der sich in Hin- und Rückspiel gegen den FC Marpingen aus dem Saarland durchsetzte. Die bisher letzte Meisterschaft eines Südwestvereins sicherte sich 1993 der TuS Niederkirchen, der im Finale den haushohen Favoriten TSV Siegen mit 2:1 bezwang.
Im DFB-Pokal waren die Vereine aus dem Südwesten weniger erfolgreich. Lediglich der TuS Wörrstadt erreichte 1981 das Finale, musste sich aber der damaligen Spitzenmannschaft der SSG 09 Bergisch Gladbach mit 5:0 geschlagen geben.
Sportlich ist der SC 07 Bad Neuenahr das Aushängeschild der Region. Seit dem letzten Aufstieg 1997 spielt die Mannschaft ununterbrochen in der Bundesliga. Mit Célia Okoyino da Mbabi, Sandra Minnert und Isabell Bachor stellt der Verein zurzeit drei Nationalspielerinnen.